# Black Rainbows (Brett Anderson)
Black Rainbows è il quarto album in studio da solista del cantante britannico Brett Anderson, pubblicato nel 2011.

## Tracce
Tutte le tracce sono di Brett Anderson, Leo Abrahams, Leopold Ross e Seb Rochford eccetto dove indicato.
1. Unsung – 4:11
2. Brittle Heart – 4:08
3. Crash About to Happen – 3:37
4. I Count the Times – 3:48
5. The Exiles – 3:49
6. This Must Be Where It Ends (Anderson, Ross, Abrahams) – 3:57
7. Actors – 3:36
8. In the House of Numbers – 4:10
9. Thin Men Dancing – 3:15
10. Possession – 4:54